# إد كول
إد كول (بالإنجليزية: Ed Cole)‏ هو لاعب كرة قاعدة أمريكي، ولد في 22 مارس 1909 في ويلكس بار في الولايات المتحدة، وتوفي في 28 يوليو 1999 في ناشفيل في الولايات المتحدة.